# Пистилли, Луиджи
Луиджи Пистилли (итал. Luigi Pistilli; 19 июля 1929 – 21 апреля 1996) — итальянский актёр театра, кино и телевидения.
В своё время Луиджи Пистилли был одним из самых уважаемых актёров сцены, экрана и телевидения в Италии. В театре был одним из лучших в стране исполнителей ролей в пьесах Бертольта Брехта Трёхгрошовая опера и Святая Иоанна скотобоен.

## Биография
Луиджи Пистилли родился в Гроссето, учился актёрскому мастерству в миланском театре Пикколо, который окончил в 1955 году. По окончании обучения Пистилли сохранил связи с этим театром и часто появлялся в спектаклях режиссёра Джорджо Стрелера. Кинодебютом Пистилли стала роль в художественном кино Чёрная полоса (1947), не попавшая в титры картины.
За время кинокарьеры Пистилли появился во многих спагетти-вестернах, таких как Хороший, плохой, злой (1966) (в роли священника, брата персонажа Эли Уоллаха Туко) и На несколько долларов больше (1965) в роли Грогги (первая роль, отмеченная в титрах). Он также исполнил роль убийцы Альберта в джалло Марио Бавы Кровавый залив в 1971 году и сыграл в популярном итальянском телесериале о мафии «Спрут 5». Он также выступил в образе главного злодея в спагетти-вестерне Смерть скачет на лошади (1967).
После роли в триллере с Чарльзом Бронсоном Холодный пот (1970) Пистилли появился в джалло Твой порок запертая комната и только у меня есть ключ (1972), где сыграл алкоголика, и в культовом хорроре Жуткое полуночное шоу ужасов (1974), где ему досталась роль изгнанного священника.
Пистилли покончил жизнь самоубийством в своем доме в Милане 21 апреля 1996 года перед последним представлением «Тоски» в постановке Теренса Реттигана. Этот спектакль был обруган и осмеян публикой и критикой, и Пистилли впал в тяжёлую депрессию. Другой причиной трагического конца стал его разрыв с актрисой Мильвой после четырёхлетнего романа, сопровождавшийся публичными пересудами. В предсмертной записке Пистилли извинился перед ней за злобные высказывания в её адрес, допущенные в опубликованном интервью.

## Избранная фильмография
- На несколько долларов больше (1965)
- Хороший, плохой, злой (1966)
- Смерть скачет на лошади (1967)
- Каждому своё (1967)
- Нежные руки Деборы (1968) — Филипп
- Молчун (1968)
- Главные герои (1968)
- Развратник (1969)
- Дама из Монцы (1969)
- Пулемет Маккейн (1969)
- Мертвого лета (1970)
- Холодный пот (1970)
- Дело о хвосте Скорпиона (1971)
- Игуана с огненным языком (1971)
- Кровавый залив (1971)
- Калибр 9 (1972)
- Твой порок запертая комната и только у меня есть ключ (1972)
- Белое платье для Marialé (1972)
- Трагическая церемония (1972)
- Чёрная рука (рождение мафии) (1973)
- Номер один (1973)
- The Eerie Midnight Horror Show (1974)
- Молчание — свидетель (1974)
- Убийцы — наши гости (1974)
- Непреднамеренные пригрешения (1975)
- Калиостро (1975)
- Сиятельные трупы (1976)
- Исповедь разочарованной домохозяйки (1976)
- Антонио Грамши: тюремные дни (1977)
- Мама Эбе (1985)